# Nederlandse Grootloge der Gemengde Vrijmetselarij
De Nederlandse Grootloge der Gemengde Vrijmetselarij (N.G.G.V.) is een irreguliere Nederlandse obediëntie oftewel koepelorganisatie van gemengde vrijmetselaarsloges. Het lidmaatschap van de N.G.G.V. staat open voor mannen en vrouwen, dit in tegenstelling tot bijvoorbeeld de Orde van Vrijmetselaren onder het Grootoosten der Nederlanden die alleen mannen toelaat. Anno 2025 kent de N.G.G.V. zes actieve loges.

## Geschiedenis
De Nederlandse Grootloge der Gemengde Vrijmetselarij werd in 1960 opgericht als afsplitsing van de Nederlandse federatie Le Droit Humain, omwille van persoonlijke conflicten tussen leden. Bij de oprichting was een zestal loges betrokken. 
De N.G.G.V. was in 1961 medeoprichter van de International Masonic Union Catena, een internationale vrijmetselaarsorganisatie. Sinds 1998 maakt zij geen deel meer uit van Union Catena, en is nu aangesloten bij de European Masonic Alliance (E.M.A.). Tussen 1985 en 2020 was de N.G.G.V. lid van C.L.I.P.S.A.S., eveneens een internationale vrijmetselaarsorganisatie. 
In de zeventiger jaren hielp de N.G.G.V. bij de oprichting van The Order of Ancient Freemasonry for Men and Women (A.O.F.M.W.), een gemengde obediëntie in Engeland. Drie loges van deze orde, loge nr. 13 'Fidelity' te Londen, loge nr. 14 'Stuart Lodge' te Falkirk en loge nr. 15 'Saint Andrew' te Edinburgh hebben enige tijd onder jurisdictie van de N.G.G.V. gewerkt.
In 1992 trad een aantal leden van de loge 'Pentagram' te Amsterdam uit de obediëntie en ging verder als loge 'The Rising Star' te Utrecht. Deze loge heeft zich destijds aangesloten bij de Order of Ancient Freemasonry for Men and Women.
In 2001 werd een convenant gesloten tussen de Nederlandse federatie Le Droit Humain en de N.G.G.V., waarin beide obediënties elkaar wederzijds erkenden.

## Ritus en graden
Binnen de Nederlandse Grootloge der Gemengde Vrijmetselarij wordt alleen gewerkt in de drie basisgraden van de Aloude en Aangenomen Schotse Ritus. De hogere graden van de Schotse Ritus zijn sinds 1992 ondergebracht bij de Nederlandse Opperraad van de 33e en laatste graad van de Aloude en Aangenomen Schotse Ritus der Gemengde Vrijmetselarij (N.O.G.V.). Lidmaatschap van de N.O.G.V. staat open voor vrijmetselaars van alle obediënties, die ten minste één jaar meester-vrijmetselaar zijn. Ook leden van het Grootoosten der Nederlanden zijn in het verleden lid geweest van de N.O.G.V.
De ritualen - uitwerkingen van de ritus - die bij de N.G.G.V gebruikt worden zijn grotendeels gelijk aan die van Le Droit Humain.

## Aangesloten loges

### Actieve loges
De Nederlandse Grootloge der Gemengde Vrijmetselarij telt anno 2025 zes actieve loges:
| Nr. | Naam         | Zetel     | Oprichting        | Toelichting                                                                                                 |
| --- | ------------ | --------- | ----------------- | --- |
| 3   | Arcade       | Amsterdam | 2017 (Amstelveen) | opvolger loge nr. 3 Pentagram                                                                               |
| 8   | De Hoeksteen | Utrecht   |                   | afsplitsing van loge nr. 2 Zauberflöte                                                                      |
| 12  | Phoenix      | Den Haag  | 1973              | afsplitsing van loge nr. 1061 Phoenix (Le Droit Humain) en andere loges                                     |
| 19  | Arcade       | Breda     | 2015              | |
|     | Helios       | Delft     | 2024              | fusie van loges nr. 1 Pythagoras, nr. 11 Plato en nr. 18 La Liberté                                         |
|     | Ishtar       | Leiden    | 2014              | in 2014 opgericht als autonome loge door leden van de N.G.G.V., sinds eind 2024 aangesloten bij de N.G.G.V. |

### Inactieve loges
De N.G.G.V. telt 18 slapende of voormalige loges:
| Nr. | Naam              | Zetel       | Oprichting             | Opheffing/ Overgang | Toelichting |
| --- | ----------------- | ----------- | ---------------------- | ------------------- | --- |
| 1   | Pythagoras (*)    | Gouda       | 1915 (Rotterdam)       | 2024                | opgericht in 1915 onder nr. 92 in Le Droit Humain, overgegaan naar N.G.G.V. in 1960, opgegaan in loge Helios in 2024                             |
| 2   | Zauberflöte (*)   | Utrecht     |                        | 196?                | |
| 3   | De Ruwe Steen (*) | Amstelveen  | 1957 (Amsterdam)       | 1986                | opgericht in 1957 onder nr. 1061 in Le Droit Humain, overgegaan naar N.G.G.V. in 1960, wilde loge sinds 1986, terug naar Le Droit Humain in 1992 |
| 3   | Pentagram         | Amstelveen  |                        |                     | afsplitsing van loge nr. 3 De Ruwe Steen |
| 4   | Ma-at (*)         | Amsterdam   |                        |                     | |
| 5   | Broederschap (*)  | Den Haag    |                        |                     | |
| 6   | Eos               | Den Haag    |                        |                     | |
| 7   | Quator Coronati   | Den Haag    |                        |                     | |
| 9   | Egalité           | Den Haag    |                        |                     | |
| 10  | Humanité          | Den Haag    |                        |                     | |
| 11  | Plato             | Den Haag    | 1972                   |                     | werkte tussen 2014 en 2020 onder de naam Corona, opgegaan in loge Helios in 2024                                                                 |
|     | Vrijheid (*)      | Vlaardingen | (Dordrecht, Rotterdam) | 1952                | opgericht onder nr. 1028 in Le Droit Humain, overgegaan naar N.G.G.V. in 1960                                                                    |
| 13  | Fidelity          | Londen      | 197?                   | 197?                | overgegaan naar A.O.F.M.W. |
| 14  | Stuart Lodge      | Falkirk     | 197?                   | 197?                | overgegaan naar A.O.F.M.W. |
| 15  | Saint Andrew      | Edinburgh   | 197?                   | 197?                | overgegaan naar A.O.F.M.W. |
| 16  | Pergamus          | Den Helder  |                        |                     | |
| 17  | Jan Amos Comenius | Maastricht  | 1990                   | 2017                | overgegaan naar Verenigde Vrijmetselaars Loges Nederland                                                                                         |
| 18  | La Liberté        | Delft       | 2011                   | 2024                | |

(*) stichtende loge N.G.G.V.